# Sokolczyk
Sokolczyk, sokolik żółtooki (Neohierax insignis) – gatunek ptaka drapieżnego z rodziny sokołowatych (Falconidae). Zamieszkuje Azję Południowo-Wschodnią.
Systematyka i zasięg występowania
Jedyny przedstawiciel rodzaju Neohierax. Przez wielu autorów umieszczany jednak w Polihierax.
Wyróżnia się 3 podgatunki:
- N. insignis insignis – zachodnia i środkowa Mjanma.
- N. insignis cinereiceps – południowa Mjanma, północno-zachodnia Tajlandia.
- N. insignis harmandi – Laos, Wietnam, Kambodża.

Wymiary
- długość ciała: 23–28 cm[7]
- rozpiętość skrzydeł: 42–49 cm[7]
- masa ciała: 84–112 g[7]

Biotop
Naturalnymi siedliskami sokolczyka są subtropikalne i tropikalne lasy suche i sucha sawanna.
Status
Jego status ochrony – bliski zagrożenia (NT – near threatened) – wynika, jak się uważa, z niszczenia naturalnych biotopów, w których ten ptak żyje. Ma na to wpływ zrywka drzew, pożary i, co możliwe, polowania.